# Alvaiázere
Alvaiázere es una villa portuguesa perteneciente al distrito de Leiría, região Centro y comunidad intermunicipal de Leiría, con cerca de 1800 habitantes.

## Geografía
Es sede de un municipio con 161,00 km² de área y 8438 habitantes (2001), subdividido en 5 freguesias. El municipio está limitado al norte por el municipio de Ansião, al nordeste y el este por Figueiró dos Vinhos, al sureste por Ferreira do Zêzere, a sudeste por Ourém y al oeste por Pombal. El nombre del municipio tiene una toponimia: Alvaiázere, del árabe Al-Baiaz (o halconero); tierras de halcón.

## Freguesias
Las freguesias de Alvaiázere son las siguientes:
- Almoster
- Alvaiázere
- Maçãs de Dona Maria
- Pelmá
- Pussos São Pedro

## Demografía
| Gráfica de evolución demográfica de Alvaiázere entre 1801 y 2021 |
|                                                                  |
| Datos según el nomenclátor publicado por el INE portugués.       |